# Thông ba lá
Thông ba lá (danh pháp hai phần: Pinus kesiya) (còn gọi là xà nu hay loong rúh) là một loài thực vật thuộc họ Thông. Trong tác phẩm văn học, loài cây này còn được gọi là xà nu trong tác phẩm "Rừng xà nu" của nhà văn Nguyễn Trung Thành.

## Đặc điểm nhận biết
Là cây gỗ lớn, vỏ màu nâu xám, nứt dọc rãnh sâu, nhựa ít nhưng có mùi hắc. Tán cây hình trứng rộng. Lá cây hình kim, thường đính 3 lá kim trên một đầu cành ngắn. Lá kim thường có màu xanh ngọc, mỗi lá kim thường dài 20-25 cm, lá thường cứng. Đầu cành ngắn đính lá thường có độ dài 1,5 cm, đính cách vòng xoắn ốc trên cành lớn.
Nón đơn tính cùng gốc, nón cái thường chín trong 2 năm, khi chín hóa gỗ. Nón hình trứng, có kích thước: cao 5–9 cm, rộng 4–5 cm. Cuống thường cong, có chiều dài 1,5 cm. Lá bắc không phát triển. Lá noãn phát triển thành vảy, mỗi vảy có 2 hạt, hạt có cánh. Mặt vảy hình thoi, có gờ ngang nổi rõ, có rốn vảy hơi lồi.

## Sử dụng
Ít khi trồng với mục đích chính là lấy nhựa. Gỗ dùng trong xây dựng, trụ mỏ, đóng đồ gia dụng, nguyên liệu sản xuất bột giấy.

## Phân bố
Ưa đất tốt, khí hậu mát nhiều sương mù, thường phân bố ở độ cao trên 900 m. Trên thế giới có thể thấy thông ba lá phân bổ ở Ấn Độ (Assam), nam Trung Quốc (Vân Nam, cực đông nam Tây Tạng, nam Tứ Xuyên), Myanmar, Lào, Thái Lan, Việt Nam, Malaysia, Philippines (Luzon). Tại Campuchia chỉ được biết đến ở một vị trí đơn lẻ duy nhất.
Nó cũng là loài cây trồng quan trọng tại một số nơi khác trên thế giới, như tại miền nam châu Phi và Nam Mỹ.

### Tại Việt Nam
Ở Việt Nam, 90% diện tích thông ba lá là ở cao nguyên Langbian. Thông 3 lá mọc ở độ cao từ 1.000 đến 1.800m. Tuy nhiên, loài thông này cũng có thể mọc được ở độ cao thấp hơn từ 800 đến 1.000m trên cao nguyên Di Linh. Thông 3 lá có diện tích lớn nhất trong số các loài thông ở Việt Nam, mọc ở Hà Giang, Sơn La, Gia Lai, Công Tum,... nhưng nhiều nhất là trên cao nguyên Langbian.

## Văn học
Loại cây này được nhắc đến trong truyện ngắn Rừng xà nu của Nguyễn Trung Thành (tức Nguyên Ngọc).

## Hình ảnh

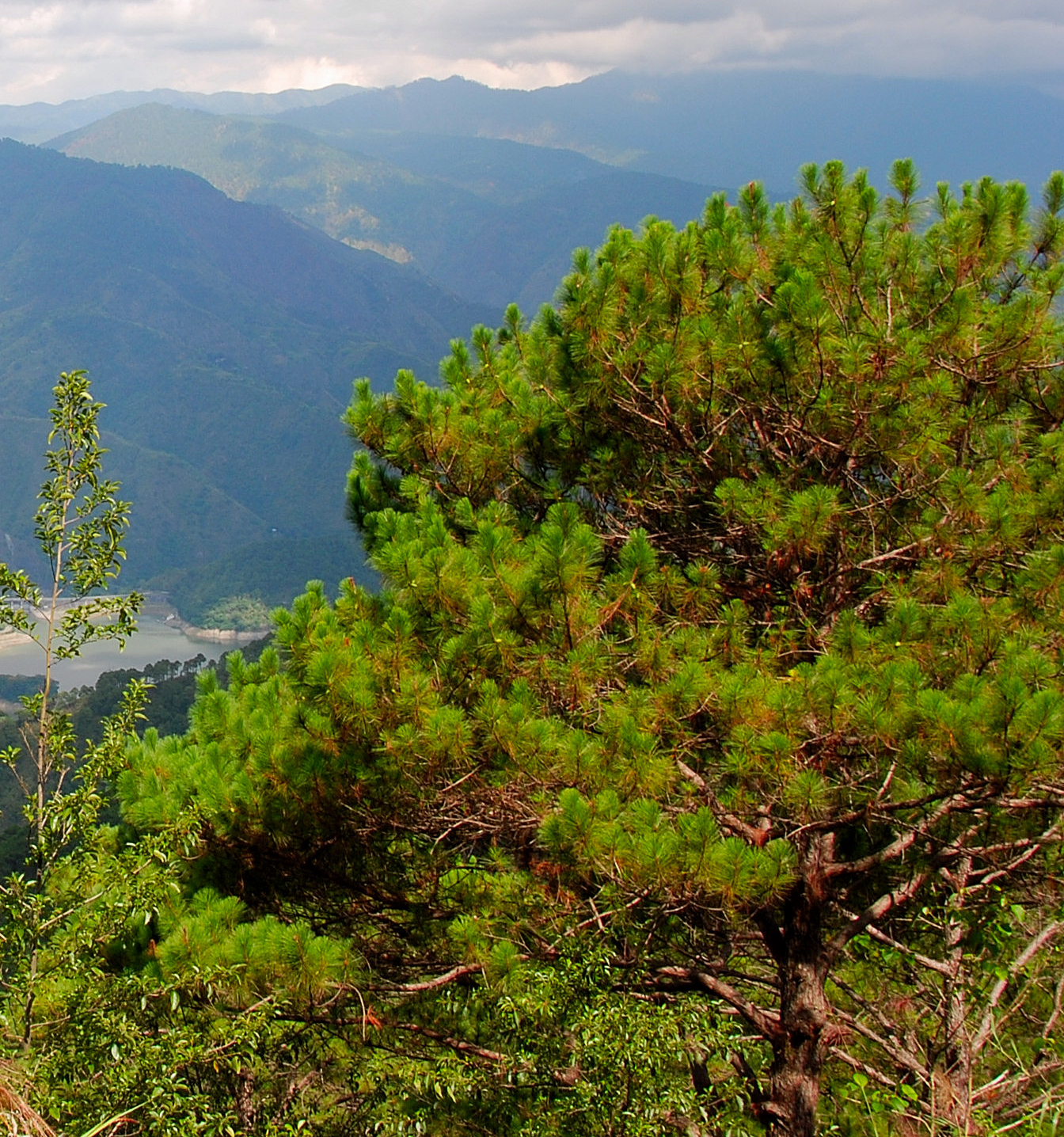
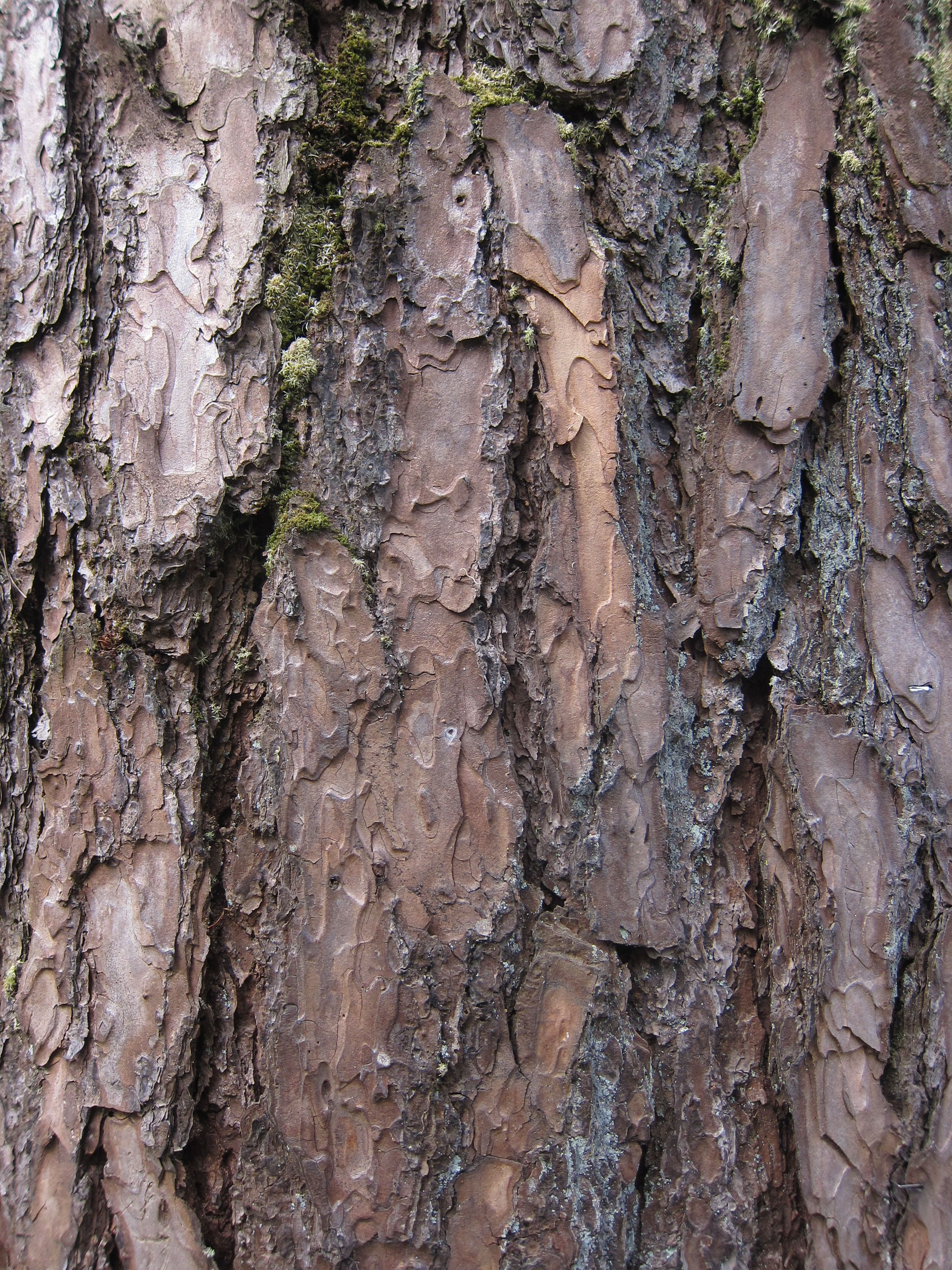
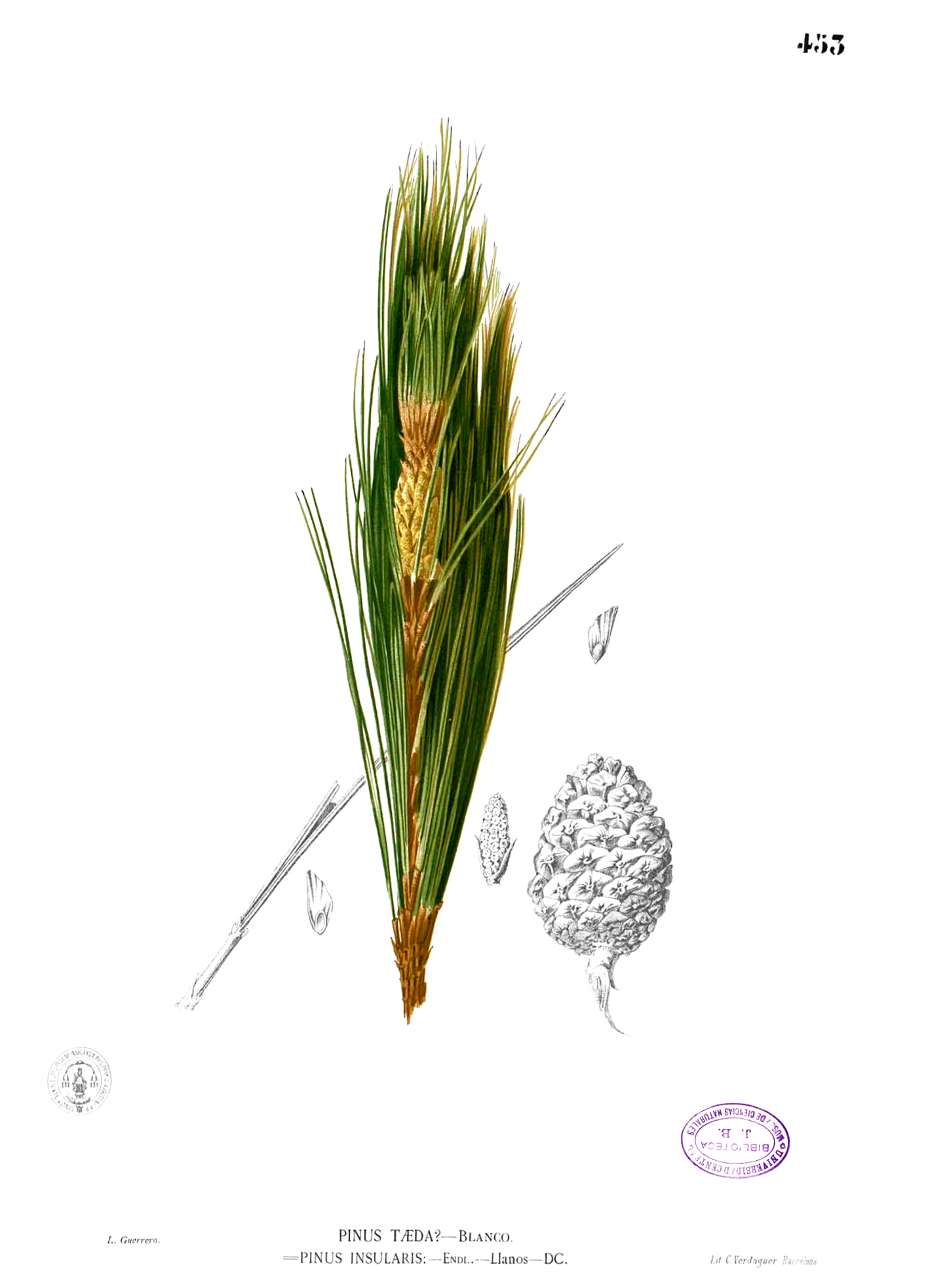
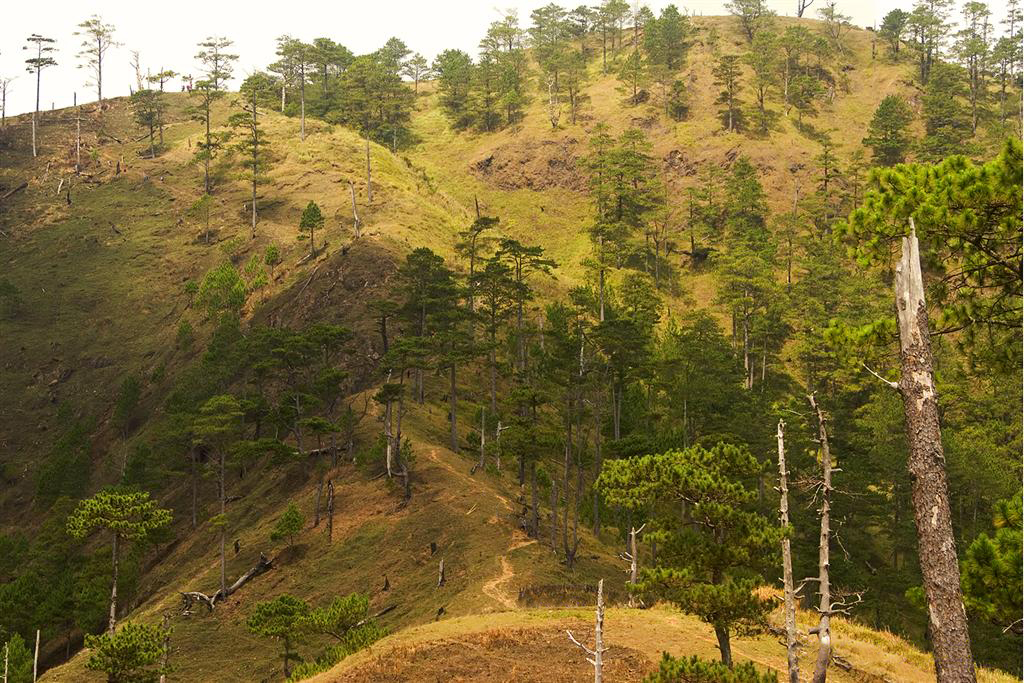
Đồi thông ở Philippin.